# Sense rastre (pel·lícula de 2012)
Sense rastre (originalment en anglès, Gone) és una pel·lícula de thriller estatunidenca del 2012 escrita per Allison Burnett, dirigida per Heitor Dhalia i protagonitzada per Amanda Seyfried. És l'última pel·lícula estrenada a les sales per la distribuidora Summit Entertainment abans que Lionsgate se'n fes càrrec. La cinta va obtenir comentaris negatius de la crítica i va ser un fracàs de taquilla. S'ha doblat al català.

## Sinopsi
La Jill torna a casa i descobreix que la seva germana ha desaparegut. Tot i que ella està convençuda que el responsable és un assassí en sèrie que va segrestar-la a ella mateixa fa uns anys, les autoritats no li fan cas.

## Repartiment
- Amanda Seyfried com a Jill Conway
- Wes Bentley com a Det. Peter Hood
- Sebastian Stan com a Billy
- Daniel Sunjata com al sergent Powers
- Jennifer Carpenter com Sharon Ames
- Nick Searcy com a M. Miller
- Socratis Otto com a Jim LaPointe (Digger)
- Emily Wickersham com a Molly Conway
- Joel David Moore com a Nick Massey
- Katherine Moennig com a Det. Erica Lonsdale
- Michael Paré com al tinent Ray Bozeman
- Ted Rooney com a Henry Massey
- Amy Lawhorn com a Tanya Muslin
- Susan Hess com a la Dra. Mira Anders
- Jeanine Jackson com a Sra. Cermak
- Hunter Parrish com a Trey
- Jordan Fry com a Jock

## Recepció

### Crítica
La pel·lícula classificada PG-13 no es va projectar pels crítics i va ser desaprovada. Sense rastre té una puntuació del 12% a Rotten Tomatoes basada en 69 ressenyes dels crítics, amb una puntuació mitjana de 3,49 sobre 10. A Metacritic, que utilitza una mitjana de crítiques de la crítica, Sense rastre té una valoració de 36/100, que indica crítiques "generalment desfavorables".

### Taquilla
Sense rastre va recaptar 11.682.205 dòlars als Estats Units i 6.417.984 a escala internacional, amb un total mundial de 18.100.189 dòlars.